# Forum for Macroeconomics and Macroeconomic Policies
Dieser Artikel wurde aufgrund inhaltlicher und/oder formaler Mängel auf der Qualitätssicherungsseite des Portals Wirtschaft eingetragen. 
Du kannst helfen, indem du die dort genannten Mängel beseitigst oder dich an der Diskussion beteiligst.

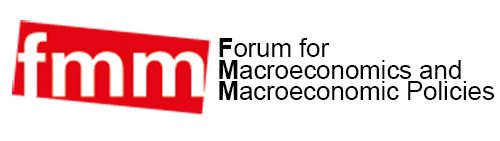
Logo des FMM

Das Forum for Macroeconomics and Macroeconomic Policies (FMM, ursprünglich Forschungsnetzwerk Makroökonomie und Makropolitik) ist eine Organisation, die Konferenzen und Bildungsprogramme zu makroökonomischen Themen veranstaltet, darunter die zweitgrößte jährliche ökonomische Konferenz in Deutschland. Die dort aufgegriffenen Themen werden von Ökonomen innerhalb und außerhalb des Mainstreams diskutiert und die Beiträge sind in den wichtigsten wissenschaftlichen Datenbanken verzeichnet. 
Das Forum befasst sich schwerpunktmäßig mit Fragen der makroökonomischen Theorie und Politik und verfolgt das Ziel, einen Raum für Ansätze außerhalb des Mainstreams zu eröffnen. Unter den Koordinatoren des Netzwerks sowie Gästen der jährlichen FMM Konferenz befinden sich  postkeynesianische Ökonomen, wobei die Vorträge und Diskussionen auch andere Ansätze beinhalten. 
In den vergangenen Jahren haben auf der Konferenz Paul De Grauwe, Branko Milanovic, Jonathan Ostry, Wendy Carlin, Roger Farmer, Moritz Schularick und Samuel Bowles vorgetragen. Dies hat auch mediales Interesse auf sich gezogen.
Das FMM bietet laut seinem Forschungsprogramm Diskussionen über Wirtschaftstheorie und wirtschaftspolitische Debatten: Die makroökonomische Theorie wird als Grundlage für Politiken angesehen, die auf Vollbeschäftigung, ökologisch nachhaltiges Wachstum, Preisstabilität, Verringerung der Ungleichheit und Beseitigung der Armut abzielen.
Das Forum publiziert regelmäßig Working Paper, die auch bei RePec gelistet werden.

## Organisationsstruktur
Das Forum ist am Institut für Makroökonomie und Konjunkturforschung (IMK) der Hans-Böckler-Stiftung angesiedelt und wurde 1996 gegründet. Die Aktivitäten des Forschungsnetzwerks werden von der Hans-Böckler-Stiftung finanziert, die Bildung, Forschung und Mitbestimmung im Auftrag des Deutschen Gewerkschaftsbundes (DGB) fördert.
Das Koordinationskomitee betreibt eine Webseite und einen Newsletter.
Im Gegensatz zu anderen wirtschaftswissenschaftlichen Vereinigungen ist das FMM keine Mitgliedschaftsorganisation und seine Aktivitäten richten sich an alle, die an Diskussionen  um seine Forschungsthemen interessiert sind.

## Geschichte
Das FMM wurde im Jahre 1996 gegründet. In seiner  Entwicklung können zwei Phasen unterschieden werden: In der ersten Periode von 1996 bis 2003 wurde das FMM als deutsches Netzwerk, das regelmäßige Konferenzen in Berlin veranstaltet, etabliert. Seit 2004 wurde das FMM schrittweise internationalisiert und ist im Laufe der Zeit zu einem wichtigen Bestandteil des weltweiten Netzwerks Keynesianischer Ökonomen und Konferenzen geworden. Aufgrund dieser Entwicklung wurde der ursprüngliche Name „Forschungsnetzwerk Makroökonomik und Makropolitik“ im Jahre 2017 durch „Forum Macroeconomics and Macroeconomic Policies“ ersetzt. Im Oktober 1997 fand die erste FMM Konferenz, die das Thema „Die Renaissance der Makroökonomik“ behandelte, in Berlin statt. Die Konferenzbeiträge wurden im Anschluss vom Metropolis Verlag Marburg veröffentlicht.
Im Jahr 2005 veranstaltete das FMM die Konferenz „Makroökonomik und Makroökonomische Politik – Alternative zur Orthodoxie“ in Kooperation mit der Post-Keynesian Economics Study Group (PKSG, Großbritannien) und der Association pour le Développement des Études Keynésiennes (ADEK, Frankreich) in Berlin, auf der 72 Papiere aus 16 Ländern vorgestellt sowie 150 Teilnehmer verzeichnet wurden. Im Jahr 2006 arrangierte das Forum eine Kooperation mit der wissenschaftlichen Zeitschrift Intervention. Journal of Economics, die heute von Edward Elgar Publishing als European Journal of Economics and Economic Policies: Intervention (EJEEP) veröffentlicht wird. Seitdem werden ausgewählte Konferenzbeiträge in dem Journal veröffentlicht, seit 2013 als Sonderausgabe.
Seit 2010 hat sich die Anzahl der Konferenzteilnehmer auf einem Niveau von über 300 Besuchern stabilisiert. Da auch die Anzahl der Vorträge auf circa 140 Stück angestiegen ist, gliedert sich die Konferenz in parallele Panels.
Nachwuchswissenschaftlern wird seit 2006 die Möglichkeit geboten, alternative makroökonomische Forschungsansätze im Rahmen einer Graduate Student Session zu präsentieren. Darüber hinaus organisiert das FMM regelmäßig eine internationale Summer School zu Keynesianischer Ökonomik und europäischer Wirtschaftspolitik. Sie fand im August 2008 erstmals mit 55 Teilnehmern aus 17 Ländern in Berlin statt und wird seither alle zwei Jahre angeboten.

## Paradigmatische Ausrichtung
Gemäß der eigenen programmatischen Erklärung möchte das FMM zur Entwicklung theoretischer und politischer Alternativen zur Mainstream-Markoökonomik beitragen. Ein Schwerpunkt besteht in der theoretischen Auseinandersetzung mit Keynes Schriften sowie ihrer Entwicklung durch moderne post-Keynesianischen und einigen neo-Keynesianischen Wissenschaftlern. Institutionen- und Evolutionsökonomik, spieltheoretische Ansätze sowie Politische Ökonomie werden ebenfalls diskutiert. Produktion und Beschäftigung werden als makroökonomische Variablen definiert, die durch die aggregierte Nachfrage im Gütermarkt bestimmt werden. In modernen Marktwirtschaften ist es gemäß dieser Auffassung üblich, dass Nachfragebeschränkungen in der Regel vor Kapazitäts- und Angebotsengpässen zum Tragen kommen. Geld ist nicht neutral – weder in der kurzen noch in der langen Frist. Unsicherheit und Institutionen, die Unsicherheiten beeinflussen, sind von großer makroökonomischer Bedeutung. Demnach ist makroökonomische Politik sowohl in der kurzen als auch in der langen Sicht unentbehrlich und beeinflusst sowohl die Nachfrage-als auch die Angebotsseite einer Ökonomie.

## Jährliche Konferenzen
Die jährlichen Konferenzen finden üblicherweise Ende Oktober bzw. Anfang November in Berlin statt. Jede Konferenz ist einem makroökonomischen Thema gewidmet. Folgende Konferenzen wurden  durchgeführt:
- 1. FMM Workshop: Alternativen der makroökonomischen Politik im Spannungsfeld von Arbeitslosigkeit, Globalisierung und hoher Staatsverschuldung, Berlin, 1997
- 2. FMM Workshop: Perspektiven der Makropolitik zwischen Nationalstaat und Europäischer Union, Düsseldorf, 1998
- 3. FMM Workshop: Neue Architektur der Weltwährungsordnung, Berlin, 1999
- 4. FMM Workshop: USA - Dekonstruktion eines Modells?!, Berlin, 2000
- 5. FMM Workshop: Eine andere Geldpolitik für mehr Wachstum und Beschäftigung in Europa?, Berlin, 2001
- 6. FMM Workshop: Neukeynesianismus - der neue wirtschaftspolitische Mainstream?, Berlin, 2002
- 7. FMM Workshop: Finanzpolitik in der Kontroverse, Berlin, 2003
- 8. FMM Workshop: Löhne, Verteilung und Wachstum, Berlin, 2004
- 9. FMM Workshop: Macroeconomics and Macroeconomic Policies - Alternatives to the Orthodoxy, in co-operation with the Post Keynesian Economic Study Group (UK) and the Association pour le Développement des Études Keynésiennes (FR), Berlin, 2005
- 10. FMM Workshop: European Integration in Crisis, Berlin, 2006
- 11. FMM Workshop: Finance-led capitalism? Macroeconomic effects of changes in the financial sector, Berlin, 2007
- 12. FMM Konferenz: Macroeconomic Policies on Shaky Foundations - Whither Mainstream Economics?, Berlin, 2008
- 13. FMM Konferenz: The World Economy in Crisis - The Return of Keynesianism?, Berlin, 2009
- 14. FMM Konferenz: Stabilising an unequal economy? Public debt, financial regulation, and income distribution, Berlin, 2010
- 15. FMM Konferenz: From crisis to growth? The challenge of imbalances, debt, and limited resources, Berlin, 2011
- 16. FMM Konferenz: The State of Economics after the Crisis, Berlin, 2012
- 17. FMM Konferenz: The Jobs Crisis: causes, cures, constraints, Berlin, 2013
- 18. FMM Konferenz: Inequality and the Future of Capitalism, Berlin, 2014
- 19. FMM Konferenz: The Spectre of Stagnation? Europe in the World Economy, Berlin, 2015
- 20. FMM Konferenz: Towards Pluralism in Macroeconomics? 20 Years-Anniversary Conference of the FMM Research Network. Towards Pluralism in Macroeconomics?, Berlin, 2016
- 21. FMM Konferenz: The Crisis of Globalisation, Berlin, 2017
- 22. FMM Konferenz: 10 Years after the Crash: What have we learned? Berlin, 2018

## Koordinierungsgruppe
Die Aktivitäten werden durch eine Koordinierungsgruppe organisiert, deren Sprecher im Jahr 2017 Sebastian Dullien und Sebastian Gechert waren.